# 吉田信解
吉田 信解（よしだ しんげ、1967年（昭和42年）9月8日 - ）は、日本の政治家。埼玉県本庄市長（5期、旧市で1期在任したため通算6期）。

## 来歴
埼玉県本庄市出身。父親は仏教学者で大正大学名誉教授の吉田宏晢、弟は指揮者の吉田行地。
本庄市立本庄東小学校（在学2年生、3年生時に西ドイツ（当時）ハンブルグ在住）、本庄市立本庄東中学校を経て早稲田大学本庄高等学院卒業。早稲田大学第一文学部史学科に進学。大学在学中は雄弁会に入会し、副幹事長を務めた。大学4年時に台湾台北の国立台湾師範大学國語教学中心(センター)に語学留学。大学卒業後、大正大学大学院仏教学研究科修士課程修了。
真言宗智山派総本山智積院にて研修、所定の行を終え住職の資格を取得。
1995年5月、本庄市議会議員に初当選。2001年、公益社団法人こだま青年会議所（こだまＪＣ）第33代理事長を務めた。
2005年7月、旧・本庄市長に初当選（当時、埼玉県内で最年少の市長となった）し、児玉町と新設合併する2006年1月まで旧・本庄市の最期の市長を務めた。2006年1月29日、合併後の新・本庄市長に無投票で初当選（通算2期）。2月5日、新・本庄市の市長に就任。2010年1月、3名の対立候補を破り2選（通算3期）。2014年1月19日告示された本庄市長選で無投票で3選（通算4期）。2018年1月21日告示された本庄市長選で再び無投票となり4選（通算5期）。
2015年8月から2016年8月まで全国青年市長会会長を務めた。
2016年12月より、無電柱化を進める全国市区町村長の会会長に就任。2021年7月より同会顧問。
2019年6月より、全国市長会社会文教委員会委員長に就任。2024年6月退任。
2022年1月、12年振りに選挙戦となった本庄市長選挙で対立候補を破り5選（通算6期）。
2024年6月より、全国市長会副会長に就任。
2025年4月より、埼玉県市長会会長に就任。

## 市政
- 市長の部屋／本庄市ホームページを参照。5期目までの公約と成果を掲載。

## 人物
- 真言宗智山派大正院（本庄市本庄）住職。同 大福院（深谷市南阿賀野）住職。
- 日本李登輝友の会理事。全国青年市長会会長任期中の2016年7月、李登輝台湾元総統の石垣島招聘事業を主催。
- 全国市長会社会文教委員長として、GIGAスクール構想を推進、こども家庭庁設立にあたり国と地方の協議の場に参加、中教審の部会等において令和の日本型教育のあり方について提言を行う。
- 日台共栄首長連盟幹事長。連盟は2021年5月発足。会長は宮元陸石川県加賀市長。2023年10月、連盟として訪台し蔡英文総統、賴清德副総統を訪問。

## 所属団体・関連団体
- 明治の日を作る首長会[7]

## 関連書籍
- 市長の夢 19人の青年市長[8]日本ドリームプロジェクト（編）『市長の夢―19人の青年市長×きむ』いろは出版、2010年9月。ISBN 978-4902097344。